# 久木田かな子
久木田 かな子（くきた かなこ、1989年3月25日 - ）は、日本の女性声優。エスエスピー所属。かつてはエーエス企画に所属していた。奈良県出身。SCRAPプロデュースの女性アイドルグループ・パズルガールズのメンバー、同グループの組織編成にて結成されたLabガールズのメンバーとしても活動した。

## 人物
- 久木田は、奈良県出身。身長158cm。東京アナウンス学院卒業生。
- 久木田の趣味はARG（代替現実ゲーム）、特技は謎解き。
- 漢字検定2級を持っていることもあり、得意な謎は漢字系。実際に制作をする時も漢字問題が多い。
- リアル脱出マニア声優・リアル謎解き声優として、謎解き界の発展のためにも活動している。
- 久木田は、パズルガールズで培われた運営力と、謎界への理解力、そして声優としての表現力やトーク力を併せ持っており、謎界隈では貴重な存在になりつつある。
- とても親しみやすいキャラクターで謎界隈では色々な全国の謎団体に普通に一般参加者として参加している。そのため、一緒に謎解きをしたことからファンになる人も多い。
- しばしばとんでもない失敗をしたり、万馬券をジャパンカップで当てたりとありえないことが起きることから、その失敗や出来事は「久木田伝説」と名付けられ、イベントにもなった。
- 2015年5月17日の公式ブログで一般のサラリーマン男性と入籍したことを発表。[1]
- 2016年1月25日に物語体験に特化した実験の為演劇ユニット「劇団物語研究所」をギミック監修に古川洋平を迎え発足、主宰となる。[2]
- 2016年2月に買い物中にエレベーターを待っていた時、趣味で習い始めた乗馬のイメージトレーニングをしていたところ、たまたま尻を締めたところに痴漢の指が挟まり偶然確保、互いに驚いたという出来事があった[3]。久木田本人がTwitterでこのことを書いたところ話題となり、フジテレビ『とくダネ!』でも取り上げられ、同番組で久木田の尻力を測定したところ、一般女性の約2倍に当たる1.8kgあったことが分かった[4]。
- 2016年6月3日、公式ブログで今まで業務委託で活動していたエスエスピーに正所属となったことを発表。[5]
- 2017年4月1日、名前を久木田かな子に改名[6]。
- 久木田は、2018年3月28日に「劇団物語研究所」に劇団員を加え正式に劇団化[7]。
- 2018年12月　離婚を公表
- 2020年12月10日、「劇団物語研究所」から”劇団”の看板を一旦おろし1人での運営体制に戻す[8]。
- 2020年12月17日、Labガールズ解散を発表[9]。
- 2021年、ザ!世界仰天ニュース3時間ミステリースペシャルにて自身の出来事を語り出演した。

## 交友関係
- 以前舞台で共演していた下釜千昌とは仲が良い様子。
- 謎解き関係では桐谷蝶々などとも交流がある。
- また、時折ブログやTwitterにて登場することから笹島かほるとも仲が良い様子がうかがえる。

## 出演作品

### アニメ
- 蒼い世界の中心で DVD下巻 セブーナ役
- WEBアニメ 日本歯科医師会 「予防さんvol.2」英語の先生役
- 暗殺教室謎解きの時間 タイトルコール

### ゲーム
2012年
- Link of Hearts（Android/iPhone版）（リリ）

2013年
- 幻影のエクリプス（シュトリア）

2014年
- シャイニングマーズ（つぼみ）
- デスティニーレジェンズ（リティオ）

2015年
- mixi,にじよめ アークナイツ（メイヴ）
- 携帯限定「百女神ばすたぁ〜ず」（ククリ）
- アプリ「ねんしょう!2+」（黒葛原翠）
- GREE サブリミナルガールズ（人材屋ツル 柊ウミカ）

2016年
- アルケミアストーリー（YOME）
- ベジマギッ！（ウスヒラタケ）

2017年
- アルテイルクロニクル（歪みの魔女シュメール）
- 月が導く異世界道中（メイシェラ）

### ナレーション
- PS Vita MIND 0 CM
- FLOW アニメベスト TVCM、ラジオCM
- リスアニ vol.5,6 TVCM
- ClariS 3rdシングル 「nexus」 TVCM
- 大東文化大学 ラジオCM

### ラジオ
- かわさきFM「米くっきーの声なる夜」 メインパーソナリティ
- レインボーFM「TALKひぽぽぽポたます」 2013年12月担当パーソナリティ
- FM湘南ナパサ「進撃ラジオ!サブカルサタデー!」
- NHKラジオ第2 樹林伸の推理ラジオ 番組内ラジオドラマ『金田一少年の事件簿』橘里子役

### 舞台
2011年
- ドードーの旗のもとに 第1章 - ドードー役【劇団ガソリーナ】
- ドードーの旗のもとに 第2章 - ドードー役【劇団ガソリーナ】

Merry Xmas, DODO Birdしっぽの痛み～ペインオブテイル～ - 高須ゆみ役【劇団ガソリーナ】
2013年
- Trust!? vol.1 - 声の出演【pika☆kika×人狼】

2014年
- Trust!? vol.2【pika☆kika×人狼】
- 加害少女の記録(2014.06) - 彼女役【進化する究極プロジェクト】
- Trust!? vol.3 - 声の出演【pika☆kika×人狼】

2015年
- Re:all world = 偽りの星屑 空の向こう =【クリエイティブカンパニー 時遊人】

2016年
- ナツヤスミ語辞典【クリエイティブカンパニー 時遊人】
- 腐女子なりお - 本精A役【コレカラクルーズ】

2017年
- アイドル♂怪盗レオノワール - 賀狼ダン役【レティクル東京座】
- 午前5時47分の時計台(東京のみ)【劇団山本屋】
- リモートビギンズ【劇団物語研究所】
- 十二頭の怒れる獣 夏の陣【コレカラクルーズ】
- 皇宮陰陽師アノハ - トガノ役【レティクル東京座】
- UBUGOE
- Re:right World = アユムミチ ホシシルベ =【クリエイティブカンパニー 時遊人】
- 喫茶ライフ

2018年
- 月唱トロイメライ【劇団物語研究所】
- 天満月のネコ-teamSKY-ファム役【LIVEDOG】
- ナイゲン 【ILLUMINUS】
- MAZE☆爆裂セイバー&40 【集団NO PLAN】
- アリスインデッドリースクール 楽園 【アリスインプロジェクト】
- カラルの箱庭　【Project*Jenga】

#### 2019年
- アウトロー：マジカルガール【美貴ヲの劇】
- プロセニウム酒場へようこそ【劇団物語研究所】
- seventh stair-「新VSR牡丹灯籠～栗橋宿」チームW【朗読パンダ】
- ○○ステップ【劇団物語研究所】
- 真説LinKAge 凜国異聞-「朱の乱」鈴音役【劇団GAIA_crew】

#### 2020年
- 異世界で孤児院を開いたけど、なぜか誰一人巣立とうとしない件 チームM【Capella2.5企画】
- どのくらいエフェクト【LIVEDOG】
- 天満月のネコ-捨松役【TAMBOURINE STAGE × LIVEDOG】
- プロセニウム酒場へようこそ～全国ツアー【劇団物語研究所】

#### 2021年
- マスク演劇「自粛姫」【劇団物語研究所】

#### 2023年
- 百鬼夜行プロメッサ

#### 2024年
- 完全新版VSR 牡丹灯籠〜全段通し【朗読パンダ】[10]

### 音楽CD
- 「あたらしすぎる おんがく①」
- T'風呂n'T『うたのあるばむ。』
- パズルガールズ
  - 「きみとぼくのうた」 歌選抜メンバー
  - 「カジノロワイヤルにようこそ」 歌選抜メンバー
- 桜坂学園 キャラクターソング 紺野夢叶「Dream is mine」

### TV出演
- 奈良テレビ 第84回全国高校野球夏季大会 奈良県予選 高校生スタンドリポーター
- EXD44(2017年9月24日、テレビ朝日)「深夜にSNSで〇〇な人来て！と呼びかけたら...」の、胸が大きな女性として出演。
- 報道特集（2020年5月23日、JNN/TBSテレビ）「緊急事態宣言下の怒りと失望」インタビュイー

### その他
- オーディオドラマ「ライトハンド」 芝美郷役
- 『蒼い世界の中心で』 WEBコミック版 マーサ母の歌声
- 桜坂学園初等部 紺野夢叶
- オーディオドラマ ロストデイズ 黒江ジュン役

### 謎解き関係
- RDG「RDGの脱出」 姫・魔王役 MC
- きまぐれボックス「記憶の欠片 〜約束の場所〜」
- トリオックス 箱があったら開けたくなるよね?（妖精役）
- アイカツ!×リアル謎解きゲーム「ちょこっと解決! チョコポップ探偵」MC
- SCRAP「忘れられた実験室からの脱出」 ナレーション・アンドロイド（声の出演）
- なぞともカフェ「ホワイトルーム」（少女の声）
- AAA×リアル謎解きゲーム「ネガティブガスからの解放」 MC
- SCRAP カジノロワイヤルからの脱出（声の出演＋ディーラー役）
- 金田一少年の事件簿R×リアル謎解きゲーム「寒獄山荘殺人事件」（電話の声兼MC）
- 金田一少年の事件簿R×リアル謎解きゲーム 秋田イオンモール編（声の出演）
- KADOKAWA×ニコニコ動画 3D小説 bell
- ナゾメイト「東京喰種√A」×リアル謎解きゲーム ヒトからの脱出 MC
- 残穢 泊まってはいけない部屋 ２月公演司会
- おそ松さん謎解きゲーム「リア充の脅威からの脱出」in JOYPOLIS MC
- ポプテピピック周遊謎解き「竹書房壊すべし」（声の出演）
- なぞとき おそ松さん～「6つ子の脅威からの脱出」in JOYPOLIS （声の出演）